# سیارک ۹۳۶۸
سیارک ۹۳۶۸ (به انگلیسی: 9368 Esashi، نامگذاری:1993BS3) نه هزار و سیصد و شصت و هشتمین سیارک کشف شده‌است که در ۲۶ ژانویه ۱۹۹۳ کشف شد.
قدر مطلق سیارک برابر ۱۳٫۷۰ است.